# Snittblomma

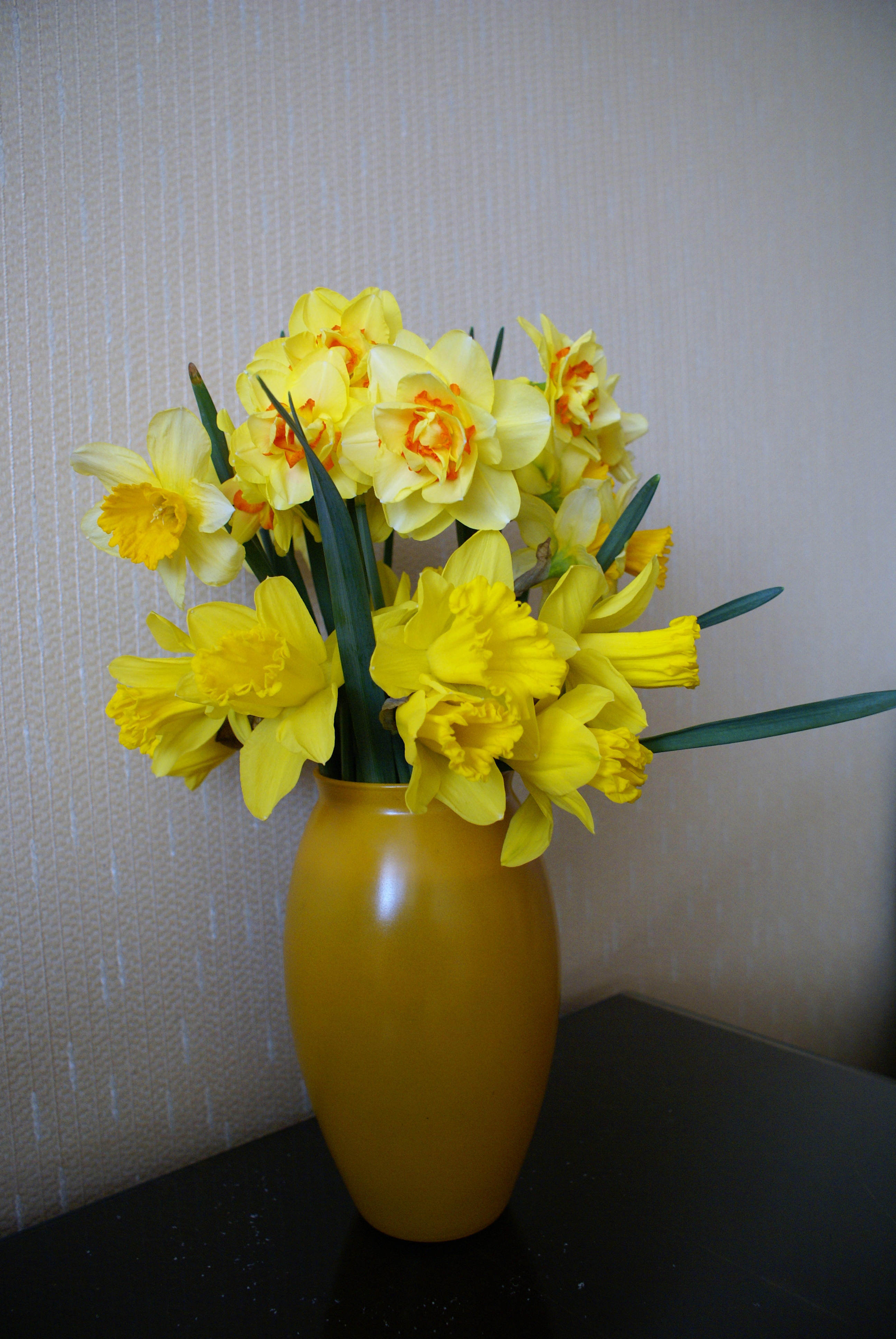

Snittblommor är blommor som plockas och används till prydnad. Ofta ställs snittblommor i vatten i en vas. En florist arbetar med arrangemang av snittblommor.

En bukett är ett antal snittblommor som satts samman till en harmonisk form och storlek.
Vid matlagning menas med bukett en hopbunden knippa av flera sorters kryddväxter, som ska  sjuda tillsammans med en maträtt, på köksfranska bouquet garni.

## Etymologi
Bukett är en försvenskning av franska ordet bouquet med betydelsen knippa; ofta blommor, men ej nödvändigtvis; kan vara en knippa av annat. Bouquet kan även betyda doft, t ex om vin.

Brudbuketter
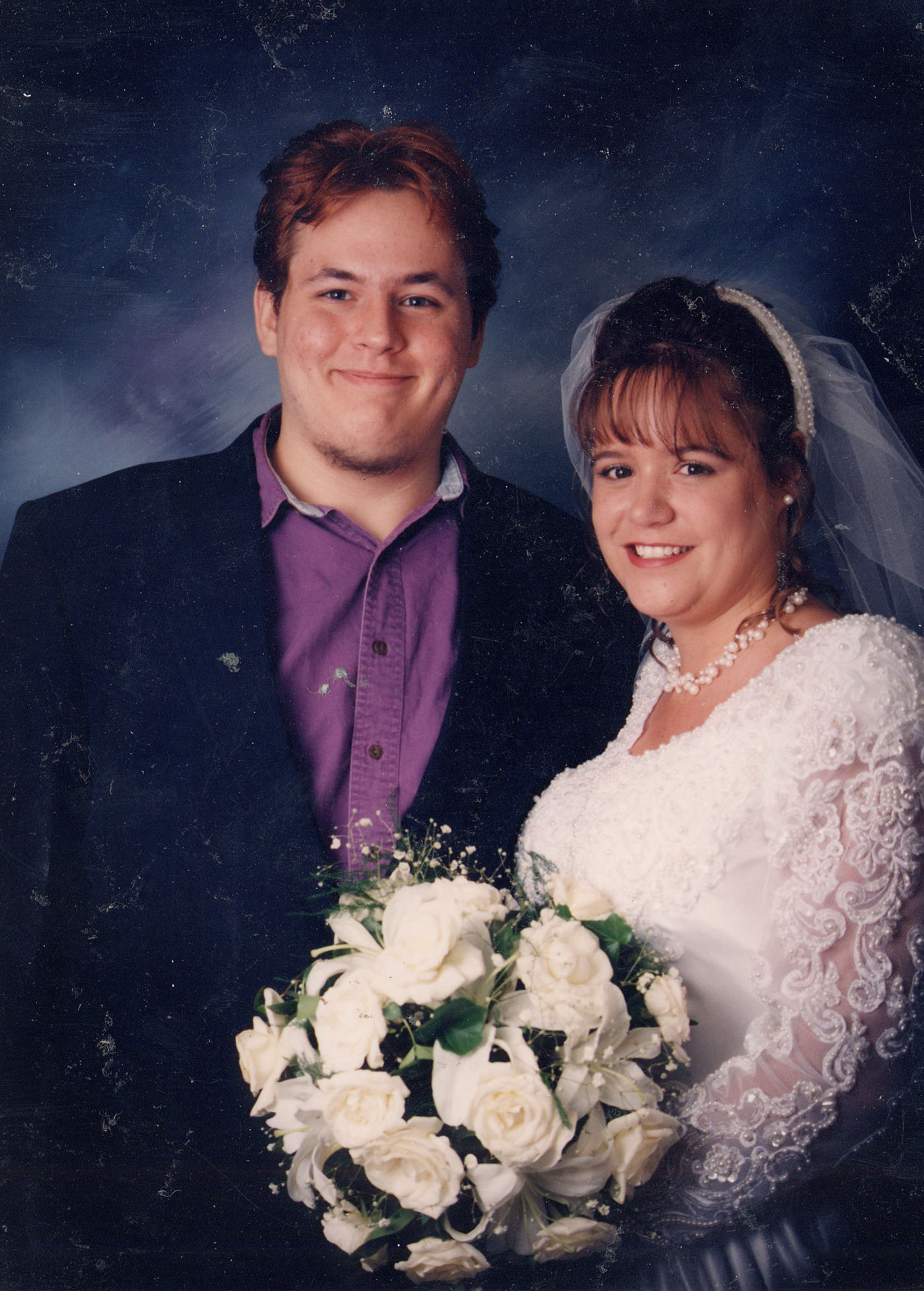
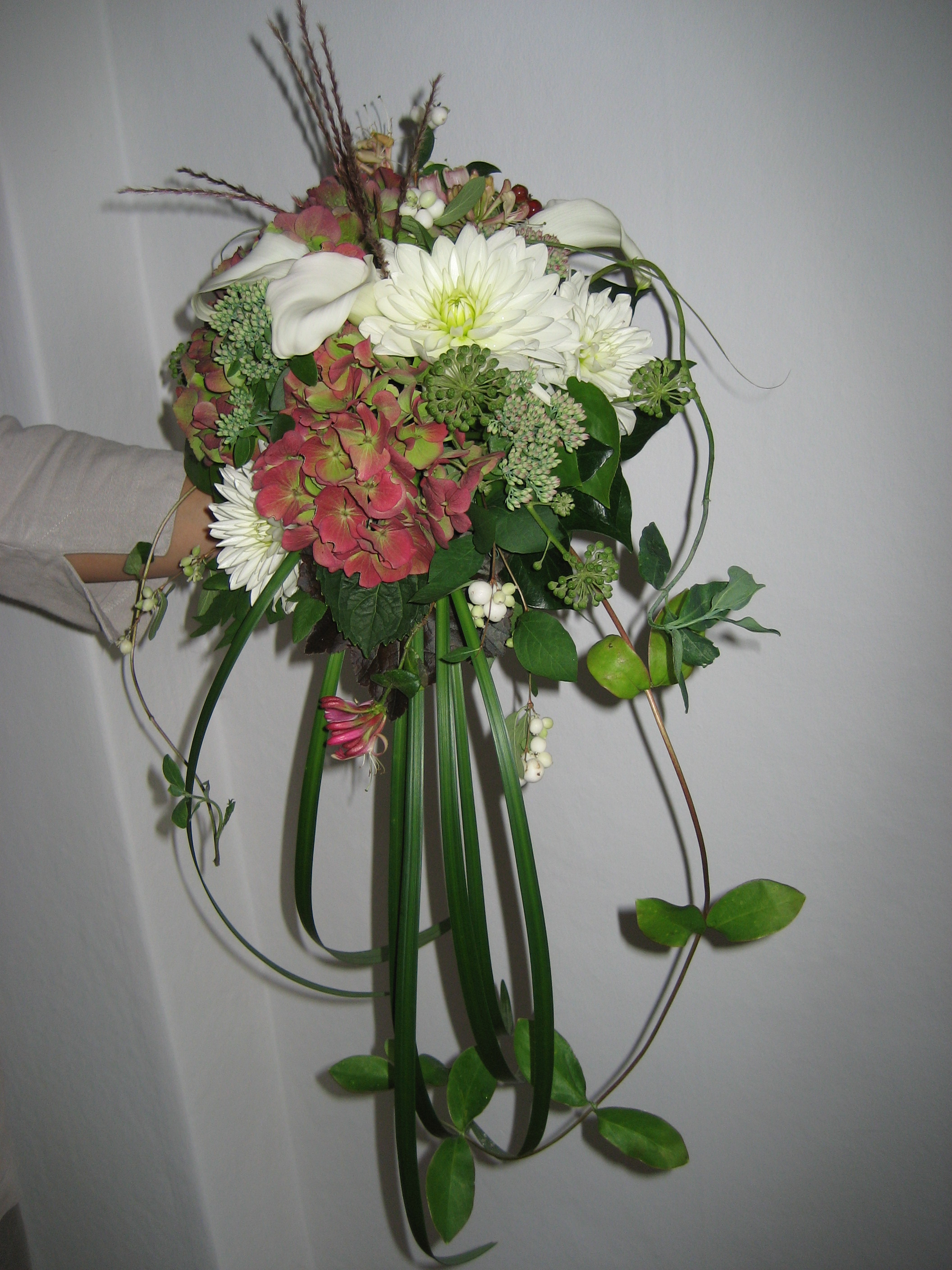